# Donja Gradina
Donja Gradina (szerbül: Доња Градина), falu Bosznia-Hercegovinában, Bosanska krajina területén, Kozarska Dubica községben, a Szerb Köztársaságban. 

## Fekvése
Bosznia-Hercegovina északi részén, Banja Lukától légvonalban 58, közúton 80 km-re északnyugatra, községközpontjától légvonalban 12, közúton 15 km-re északkeletre, a horvátországi Jasenovaccal átellenben, a Száva jobb partján, a Dubicai-mező síkságán, 90 - 95 méteres tengerszint feletti magasságban fekszik. Itt folyik az Una a Szávába.

## Népessége
| Nemzetiségi csoport | Népesség 1991 | Népesség 2013 |
| ------------------- | ------------- | ------------- |
| Szerb               | 273           | 161           |
| Bosnyák             | 0             | 0             |
| Horvát              | 6             | 3             |
| Jugoszláv           | 4             | 0             |
| Egyéb               | 0             | 0             |
| Összesen            | 289           | 164           |

## Története
A régészeti leletek tanúságaszerint területe már a vaskortól fogva lakott volt. Erre utalnak a Gradinából a Puharska rijekába ömlő patak völgye feletti domb platóján található vaskori és késő ókori erőd maradványai. A római kori élet bizonyítékai a Crkvina lelőhelyen talált római építmény alapfalai.
A település 1878-ig tartozott az Oszmán Birodalomhoz, ekkor a berlini kongresszus határozata alapján az Osztrák-Magyar Monarchia része lett. 1879-ben az első osztrák-magyar népszámlálás során a Kostajnicai járáshoz tartozó Demirovac község részeként Gradina falunak 59 háztartása és 842 ortodox szerb lakosa volt. 1910-ben a Bosanska Dubica-i járásban fekvő községben levő településen 101 háztartást, 604 ortodox szerb, 1 muszlim és 3 katolikus lakost találtak. A monarchia szétesésével 1918-ben előbb a Szerb-Horvát-Szlovén Királyság, majd 1929-től a Jugoszláv Királyság része. 1921-ben a községnek 100 háztartása és 602 lakosa volt. Jugoszlávia megszállása után a falu a Független Horvát Állam (NDH) része lett.
A második világháború idején a település területén volt a Donja Gradina tábor, amelyet a jasenovaci usztasa koncentrációs táborok rendszerének „VIII. táboraként” is ismernek, ahol az usztasa hatóságok parancsnoksága alatt szerbek, zsidók és romák tömeges megsemmisítése zajlott. 1942. január 26-án, délután 4 óra körül az Usztasa 495 nőt és gyermeket szállított vonattal Jasenovacba. Ruházatuk alapján arra lehetett következtetni, hogy valahonnan Boszniából származtak. Ugyanazon az éjszakán átvitték őket Jasenovac városán, és átvitték a befagyott Száván át a boszniai oldalra. Itt, Gradina faluban őket egy nagy épületbe zárták, amelyet azonnal felgyújtottak, hogy mindenki, aki benne volt, halálra égett. Az ezt követő harmadik napon, este nyolc órakor 300 nőt és gyereket hoztak be valahonnan. Mind civilben voltak. Az usztasák még aznap este elvitték őket Gradinába, bezárták őket egy ottani házba, és mindet elégették. „Akkor Jasenovacban is hallatszott Gradinából a boldogtalan nők és gyerekek jajveszékelése.” 1942 februárjában az usztasák hat tehervagonban 300 parasztot hoztak Boszniából Jasenovacra, és azonnal átszállították őket a Száván Gradina faluba. Ott mindannyiukat kalapáccsal megölték, a holttesteket pedig egy paraszti csűrbe dobták és felgyújtották.
1945-től a település a szocialista Jugoszlávia része volt. A Bosznia-Hercegovinában zajló polgárháború idején a település a Boszniai Szerb Köztársaság része volt. Jugoszlávia felbomlása és a bosznia-hercegovinai háború során a falu nem szenvedett jelentősebb veszteségeket. 1995. szeptember 18-án és 19-én az Una horvát hadművelet keretében Kozarska Dubica község területét megtámadta a Horvát Köztársaság hadserege (HV). Ezt a támadást a Boszniai Szerb Köztársaság hadserege (VRS) és a helyi lakosság visszaverte. A daytoni békeszerződést követő területfelosztásnál a település, Kozarska Dubica község részeként a Szerb Köztársaság területéhez került.

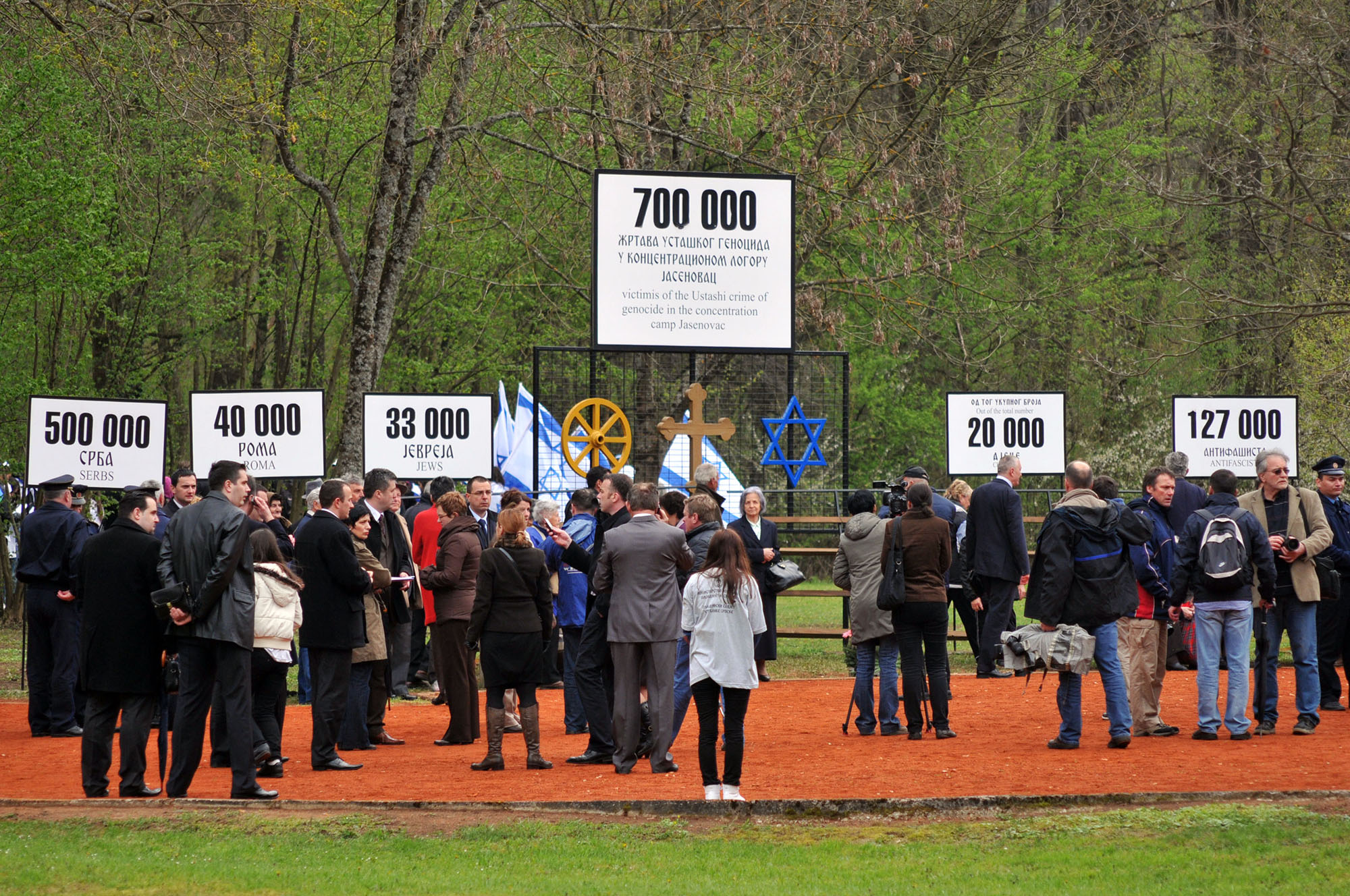
A Donja Gradina-i usztasa-tábor mai képe az emléktáblával és a meggyilkolt szerbek, zsidók és romák számával

## Nevezetességei
- Az egykori haláltábor helyét mára nemzeti parkká alakították, a terület mára benőtt erdővel. Negyven ma is látható nagyon nagy tömegsír található itt, bár valójában Donja Gradina egész földje egy nagy, talán a legnagyobb boszniai szerb tömegsír. A Donja Gradina-i emlékterület rendezésére Boszniai Szerb Köztársaság kormánya vállalt kötelezettséget.

- Crkvina – római épület maradványai alapfalakkal és téglatöredékekkel.[4]

- Zidina – őskori erődítmény és késő ókori objektumok maradványai. A patak völgye felett magaslat platóján, mely Gradinából a Puharska rijekába ömlik, ritka kerámiatöredékek és háztartási tárgyak maradványai kerültek elő. A domb északi lejtőin kövek, valószínűleg egy védőfal maradványai is látszanak. vélhatően egy vaskori és késő ókori menedékvár állt itt.[4]

## Fordítás
- Ez a szócikk részben vagy egészben  a(z)   Доња Градина című szerb Wikipédia-szócikk ezen változatának fordításán alapul.  Az eredeti cikk szerkesztőit annak laptörténete sorolja fel. Ez a jelzés csupán a megfogalmazás eredetét és a szerzői jogokat jelzi, nem szolgál a cikkben szereplő információk forrásmegjelöléseként.